# Хорватский музей наивного искусства
Хорватский музей наивного искусства (хорв. Hrvatski muzej naivne umjetnosti) — художественный музей в хорватской столице Загребе, в котором представлены произведения наивных художников XX века. В музее находится около 1850 произведений искусства, включая картины, скульптуры, рисунки и плакаты, в основном из Хорватии, но представлены также известные зарубежные художники. Время от времени музей организует специальные тематические выставки, симпозиумы и семинары. Музей был основан в 1952 году, он занимает площадь 350 м² на первом этаже построенного в XVIII веке дворца Раффай.

## История
Музей был открыт 1 января 1952 года в Загребе как Крестьянская художественная галерея (Seljačka umjetnička galerija). С 1956 года музей известен как Галерея примитивного искусства (Galerija primitivne umjetnosti) и являлся частью Городских галерей Загреба (сегодня Музей Современного искусства). Согласно решению Хорватского парламента в 1994 году музей был переименован в Хорватский музей наивного искусства. С самого начала учреждение было организовано и управлялось в соответствии с строгими музееведческими принципами и считается первым в мире музеем наивного искусства. По данным министерства культуры Хорватии, эти принципы включают в себя: систематический сбор, сохранение, восстановление, консервацию, презентацию и постоянную защиту музейных объектов исходя из юрисдикции музея. С 1997 года музей проводит множество педагогических мероприятий. С 2002 года музей сосредоточился на работе среди школьников и студентов и активизирует педагогическую деятельность ежегодно накануне международного дня музеев 18 мая. На сегодняшний день музей организует образовательные выставки, семинары и издаёт брошюры, ориентированные на молодую аудиторию с целью образования и увеличения посещаемости музея.

## Коллекции
Музею принадлежат более 1850 экспонатов, из них экспонируются около 80 произведений от ранних 1930-х годов до 1980-х годов. При этом акцент делается на хорватских художниках, особенно на представителях школы Хлебине. Там также представлены произведения выдающихся художников из других стран.